# Verti Versicherung
Die Verti Versicherung AG ist ein Direktversicherer und seit 29. Mai 2015 Teil der spanischen Mapfre Gruppe. Bis zum 14. Juni 2017 hieß sie Direct Line Versicherung AG. Von 2002 bis Februar 2015 gehörte sie zur britischen Direct Line Insurance Group plc.

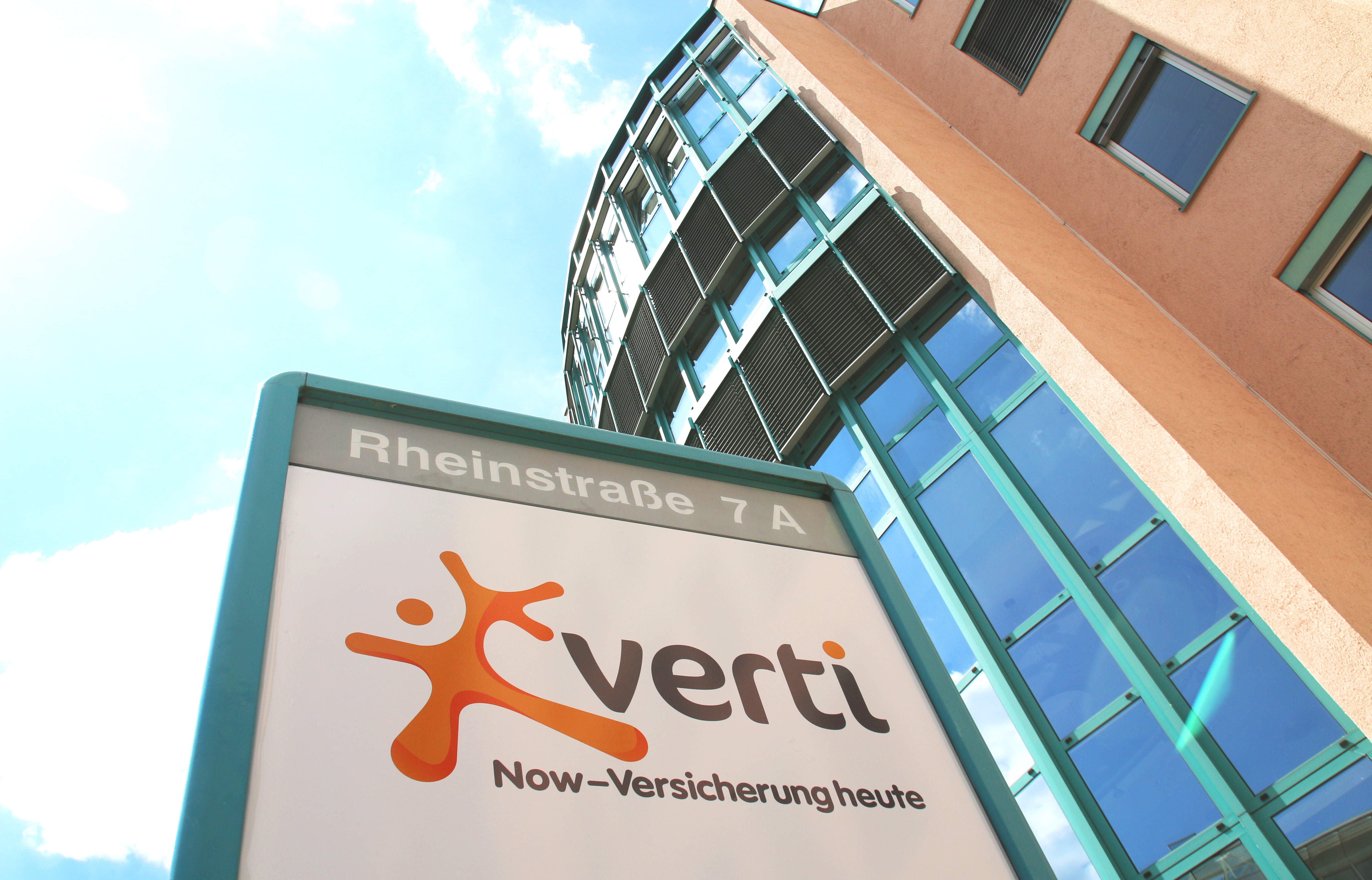
Außenfassade des Gebäudes der Verti Versicherung in Teltow bei Berlin

## Geschichte

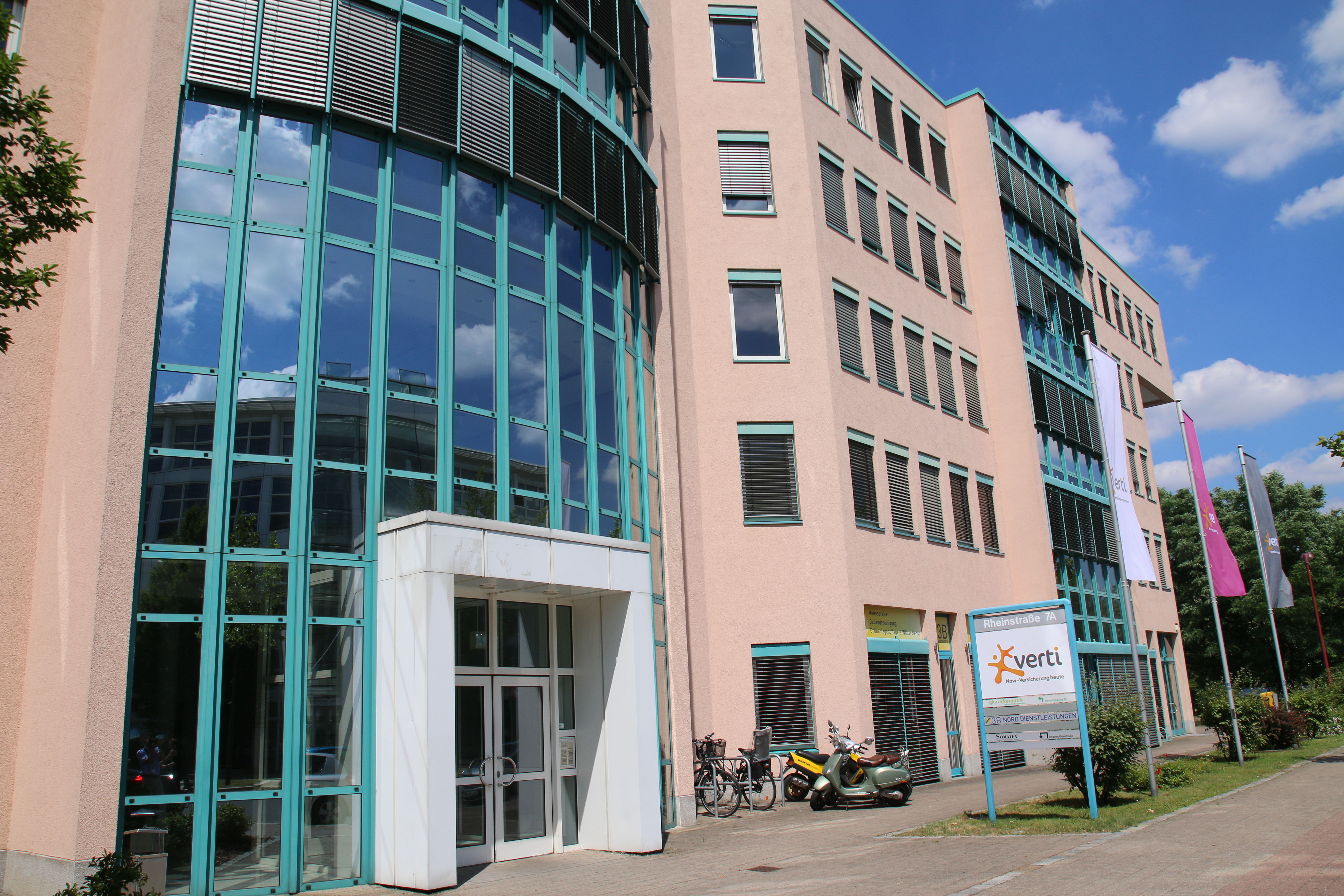
Bürogebäude der Verti Versicherung in Teltow bei Berlin

Die Verti Versicherung AG mit Firmensitz im brandenburgischen Teltow bei Berlin ist einer der größten Direktversicherer in Deutschland. Die Gesellschaft war mit dem Namen Direct Line ab 2002 unter dem roten Telefon auf dem deutschen Markt und bietet neben Auto- und Motorradversicherungen sowie Verkehrsrechtsschutzversicherungen auch Privat-Haftpflicht- und Privat-Rechtsschutzversicherungen an. Davor war das Unternehmen als Allstate Direct (1996 bis 2002) auf dem deutschen Versicherungsmarkt aktiv.
Bis 2013 war die Direct Line Insurance Group Teil der Royal Bank of Scotland (RBS). Am 12. März 2013 wurde bekannt, dass die RBS ihren Mehrheitsanteil an Direct Line durch einen Verkauf von 15,3 Prozent ihrer Aktienanteile aufgegeben hat. Im Oktober 2012 hatte sich die RBS bereits von 30 Prozent ihrer Anteile getrennt. 2014 trennte sich die RBS von den letzten Anteilen der Direct Line Insurance Group.
Der alte Markenname „Direct Line“ ging auf die britische Direct Line zurück, die 1985 in Großbritannien gegründet wurde. Direct Line UK entwickelte sich mit Firmensitz in Croydon und mittlerweile in Bromley zum größten Direktversicherer am britischen Kfz-Versicherungsmarkt.
2015 hat die spanische Versicherungsgesellschaft Mapfre den Erwerb von Direct Line in Deutschland und Italien nach Zustimmung der Regulierungsbehörden beider Länder sowie der zuständigen Behörden der Europäischen Union abgeschlossen.
Ende 2017 sicherte sich Verti die Namensrechte einer neu-erbauten Veranstaltungshalle an der East Side Gallery in Berlin-Friedrichshain, die bis 2024 Verti Music Hall hieß.

## Unternehmen

### Vorstand und Mitarbeiter
Das Unternehmen wird vom erweiterten Vorstandskreis um die Vorstandsvorsitzende Mónica García Cristóbal geführt. Ihre Vorgänger waren Miguel Ángel Rosa Gámez (2021 bis 2023), José Ramón Alegre (2016 bis 2020), David Stachon (2012 bis 2016), Uwe Schumacher (2008 bis 2012) und Albrecht Kiel (2003 bis 2008). Aktuell beschäftigt die Verti Versicherung AG mehr als 500 Mitarbeiter.

### Produkte
2002 startete Direct Line mit dem Vertrieb von Kfz-Versicherungsprodukten (Kfz-Haftpflicht-, Teilkasko- und Vollkaskoversicherung sowie Schutzbrief- und Kfz-Unfallversicherung) und bot in Deutschland erstmals mit dem Zweitwagentarif die Einstufung eines Zweitwagens in die Schadenfreiheitsklasse des Erstwagens an, auch wenn der Erstwagen nicht bei der Direct Line versichert war. Im Jahr 2005 erweiterte die Direct Line ihr Produktangebot um die Verkehrs-Rechtsschutzversicherung, 2006 folgten Privat-Rechtsschutz- und Privathaftpflicht-Versicherung und 2007 die Motorradversicherung.
| Versicherungsarten                                                                  | 2013      | 2012    | 2011    | 2010    | 2009    | 2008    | 2007    | 2006    | 2005    | 2004    | 2003    | 2002    |
| ----------------------------------------------------------------------------------- | --------- | ------- | ------- | ------- | ------- | ------- | ------- | ------- | ------- | ------- | ------- | ------- |
| Kraftfahrzeug-Haftpflichtversicherung                                               | 567.379   | 466.235 | 439.285 | 413.908 | 381.223 | 401.131 | 297.179 | 280.330 | 247.683 | 222.240 | –       | –       |
| Sonstige Fahrzeugversicherung (Kaskoversicherungen)                                 | 441.449   | 365.424 | 348.880 | 328.869 | 302.964 | 308.328 | 228.243 | 214.091 | 182.196 | 160.228 | –       | –       |
| Sonstige Versicherungen (u. a. Beistandsleistung, Unfallversicherung, Rechtsschutz) | 116.370   | 99.515  | 94.763  | 91.337  | 82.818  | 79.743  | 78.964  | 69.727  | 84.722  | 91.605  | –       | –       |
| Versicherungsbestand gesamt                                                         | 1.125.198 | 931.174 | 882.928 | 834.114 | 767.005 | 789.202 | 604.386 | 575.148 | 515.301 | 474.073 | 403.095 | 332.103 |

### Vertrieb und Kooperationen
Die Verti vertreibt ihre Kfz-Versicherungsprodukte als Direktversicherer über Telefon, Internet sowie Vertriebskooperationen. Seit 2004 hat Direct Line die Vertriebskooperationen konsequent aufgebaut. Strategische Partnerbranchen sind die Automobilbranche, Versicherungsmakler, Versicherungsmarktplätze und ausgewählte Partnerschaften der Finanz- und Versicherungsbranche.

### Geschäftszahlen
Seit dem Start unter dem roten Telefon im Jahr 2002 war die Direct Line im stark umkämpften Kfz-Versicherungsmarkt in Deutschland zweistellig gewachsen. Das Prämienaufkommen lag im Jahr 2002 bei gut 60 Mio. €.
Im Geschäftsjahr 2007 erreichte das Unternehmen mit Beitragseinnahmen von 117,4 Mio. € und einem ausgeglichenen Ergebnis von 0,1 Mio. € die Gewinnzone nach den International Financial Reporting Standards (IFRS). Der Versicherungsbestand in der wichtigsten Sparte Kraftfahrt belief sich zum Jahresende 2007 auf rund 297.000 Fahrzeuge.
Im Jahr 2008 übernahm die Direct Line den Kfz-Versicherungsbestand des Wettbewerbers Ontos Direktversicherung der Rheinland Versicherung, der bei rund 80.000 versicherten Fahrzeugen eine Jahresbeitragseinnahme von etwa 30 Millionen € aufwies. Die Kfz-Versicherungsverträge wurden in den eigenen Bestand integriert. Im Jahr 2008 beliefen sich die Beitragseinnahmen der Direct Line auf 128 Mio. €, das Jahresergebnis vor Steuern verbesserte sich auf 0,3 Mio. €. Der Kraftfahrtversicherungsbestand lag Ende 2008 bei 401.131 Fahrzeugen.
2010 erreichte der Direktversicherer erstmals nach handelsrechtlicher Rechnungslegung (HGB) die Gewinnzone. Bei Brutto-Beitragseinnahmen von 150,6 Millionen Euro wurde ein Gewinn von 0,7 Millionen Euro vor Abführung der Gewinne erwirtschaftet. 2011 verzeichnete Direct Line einen Gewinnanstieg nach HGB auf 2,2 Millionen Euro; für 2012 hat sich das Ergebnis der normalen Geschäftstätigkeit mit 4,4 Millionen Euro verdoppelt.
Im Geschäftsjahr 2013 konnte mit einem Gewinn von 5,1 Millionen Euro das Ergebnis der normalen Geschäftstätigkeit nochmals verbessert werden und stieg im Geschäftsjahre 2014 auf 5,4 Millionen Euro; 2015 wurde dagegen ein Verlust von 2,5 Millionen Euro erzielt.
| Jahr | Prämieneinnahmen   |
| ---- | ------------------ |
| 2002 | 63 Millionen Euro  |
| 2003 | 77 Millionen Euro  |
| 2004 | 92 Millionen Euro  |
| 2005 | 103 Millionen Euro |
| 2006 | 114 Millionen Euro |
| 2007 | 118 Millionen Euro |
| 2008 | 128 Millionen Euro |
| 2009 | 140 Millionen Euro |
| 2010 | 151 Millionen Euro |
| 2011 | 162 Millionen Euro |
| 2012 | 171 Millionen Euro |
| 2013 | 216 Millionen Euro |
| 2014 | 250 Millionen Euro |
| 2015 | 277 Millionen Euro |

### Mitgliedschaften
- Deutsche Direktmarketing Verband e.V., Wiesbaden

## Italien
Die italienische Direct Line, mit Sitz in Mailand, ist seit Mai 2015 ein Tochterunternehmen der Mapfre Gruppe. Die Direct Line Italien ist seit 2002 am Markt und ist der zweitgrößte italienische Kfz-Direktversicherer.

## Belege
1. 1 2 3 4  „Die ersten 5 Jahre: Direct Line auf der Erfolgsspur (PDF; 1,4 MB)“, Imagebroschüre der Direct Line, 2008
2. ↑  Direct Line übernimmt Kfz-Bestand der Ontos Versicherung, Pressemitteilung der Direct Line vom 25. Juni 2008
3. ↑  MAPFRE schließt den Erwerb von Direct Line in Deutschland und Italien ab. In: presseportal.de. Abgerufen am 19. Mai 2017.
4. ↑  Direct Line erreicht die Gewinnzone, Pressemeldung der Direct Line vom 4. Juni 2008
5. ↑  Direct Line erwirbt Kfz-Policen von Ontos. Börsen-Zeitung vom 26. Juni 2008, S. 4.
6. ↑  Jahresbericht 2008 der Direct Line Versicherung AG, Direct Line, 2008, PDF zum Download
7. ↑  Direct Line Versicherung erreicht Gewinnschwelle, Pressemitteilung der Direct Line vom 28. Juli 2011
8. ↑  Direct Line Geschäftsbericht 2012
9. ↑  Pressemitteilung Geschäftsbericht 2013 von Direct Line, 26. Juni 2014
10. ↑  Direct Line: Geschäftsbericht für das Geschäftsjahr 1. Januar 2015 bis 31. Dezember 2015. (PDF) Abgerufen am 21. Mai 2018.
11. ↑  http://www.directline.it/

Koordinaten: 52° 24′ 0,5″ N, 13° 14′ 47,7″ O